# Agència de defensa del territori de Mallorca
L'Agència de defensa del territori de Mallorca és un organisme autònom del Consell de Mallorca dedicat a perseguir les infraccions en matèria d'urbanisme i litoral. La seva estructura i funcions estan basades en el model de l'Agència de protecció de la legalitat urbanística de Galícia. Tot i que és una institució depenent del Consell de Mallorca, els ajuntaments de l'illa hi tenen una significativa participació.

## Creació
La seva creació, amb el nom d'Agència de protecció de la legalitat urbanística i territorial de Mallorca, fou decidida, inicialment, per acord del Ple del Consell de Mallorca de 28 de juliol de 2008. Prèviament, el 29 de maig de 2008 l'Assemblea de Batles i Batlesses de Mallorca n'havia estudiat l'esborrany d'Estatuts i havia emès dictamen favorable el 17 de juliol de 2008. El 10 de novembre de 2008 el Ple del Consell de Mallorca aprovà definitivament tant la creació de l'Agència com els seus Estatuts (acord publicat en el BOIB núm. 160, de 13/11/2008), amb el vot favorable dels partits de l'equip de govern i l'abstenció del Partit Popular. El 12 de gener de 2017 va canviar el seu nom pel d'Agència de defensa del territori de Mallorca.

## Funcions
Segons els seus Estatuts, corresponen a l'Agència:
1. Les potestats sancionadora i de restitució i reposició de la legalitat en la zona de servitud de protecció del domini públic maritimoterrestre de la Llei de costes que aquesta atribueix al Consell de Mallorca.
2. L'exercici de les competències en matèria de disciplina urbanística que l'ordenament jurídic atribueix, en cada cas i per les diferents vies previstes, al Consell de Mallorca, i concretament:
  1. La inspecció i vigilància urbanística dels actes d'edificació i ús del sòl.
  2. L'adopció de les mesures cautelars previstes en la normativa urbanística, en especial les de suspensió dels actes d'edificació i ús del sòl que es facin sense les preceptives autoritzacions o incomplint-ne les condicions.
  3. La instrucció dels expedients de reposició de la legalitat i dels expedients sancionadors per infracció urbanística.
  4. La formulació a les diferents administracions de tota classe de sol·licituds que consideri pertinents per assegurar el millor compliment de la legalitat urbanística.
  5. La denúncia davant el Ministeri Fiscal i els òrgans de l'ordre jurisdiccional penal dels fets que, a conseqüència de les actuacions practicades, es considerin constitutius de delicte.
  6. Imposar sancions a les persones responsables de les infraccions urbanístiques, així com ordenar la demolició de les obres il·legalment construïdes i impedir definitivament els usos a què haguessin donat lloc.
  7. Impugnar davant la jurisdicció contenciosoadministrativa o instar la revisió d'ofici de les llicències d'obres o altres autoritzacions contràries a la normativa urbanística.
  8. L'assessorament jurídic i tècnic als municipis que hagin delegat competències en l'Agència respecte a les sol·licituds de llicències de legalització formulades com a conseqüència dels expedients tramitats per ella.
  9. L'exercici de qualsevol altra competència en matèria de disciplina urbanística que, d'acord amb l'ordenament jurídic, correspongui al Consell de Mallorca.
3. Les competències d'inspecció, supervisió, sanció i restabliment de la legalitat urbanística que els municipis voluntàriament li deleguin, en les condicions que es determinin en els corresponents convenis de delegació.

## Organització
L'Agència està presidida pel conseller del Consell de Mallorca competent en matèria d'urbanisme, que només gaudeix d'atribucions decisòries respecte a les qüestions de disciplina de litoral, que tanmateix són delegables en el director gerent.
Existeix un consell de direcció com a òrgan de control de l'Agència, integrat pels següents membres:
- Amb vot:
  - El president o presidenta.
  - Vuit representants del Consell de Mallorca.
  - Sis representants dels ajuntaments, designats per la FELIB.
- Amb veu però sense vot:
  - El director insular competent en matèria d'Urbanisme.
  - Un representant de cadascuna de les associacions de municipis de l'illa (avui en dia, de la FELIB, després de la unificació d'aquesta amb l'AMIB).
  - El director gerent.

Correspon al consell de direcció, entre d'altres, imposar les multes superiors a 60.000 euros, ordenar les demolicions i impugnar les llicències irregulars.
Finalment, el director gerent és l'encarregat de la gestió diària de l'organisme, amb totes aquelles competències que no són atribuïdes expressament als altres òrgans. Entre elles, les d'incoar tots els expedients i, per delegació de la Presidència, imposar les sancions de quantia inferior a 60.000 euros. Ha de ser un funcionari de carrera o un professional del sector privat, en ambdós casos amb més de cinc anys d'exercici en matèria d'urbanisme i amb titulació superior universitària. El seu nomenament requereix el vot de les tres cinquenes parts del ple del Consell de Mallorca. El càrrec de director gerent el va ostentar interinament des del 8 d'abril de 2009 Maties Morey Ripoll, com a funcionari de major jerarquia de l'Agència, fins que el 14 de gener de 2010 el Ple del Consell de Mallorca va nomenar Vicenç Sureda Obrador com a nou director gerent. Sureda va dimitir per motius professionals a finals de juliol de 2011, i el càrrec fou novament assumit des de l'agost de 2011 per Maties Morey. En l'actualitat, Bartomeu Tugores Truyol n'és el director gerent des de l'1 de desembre de 2015.

## Municipis amb delegació
L'Agència gaudeix de les potestats del Consell de Mallorca en matèria de disciplina urbanística, però a més a més la seva vertadera finalitat és assumir les que els municipis de l'illa li deleguin i que per motius de manca de recursos materials i humans no poden exercir eficaçment. Els tres primers municipis que delegaren competències a l'Agència, mitjançant un conveni signat el 3 de setembre de 2009, foren Campanet, Valldemossa i Puigpunyent. Posteriorment se n'afegiren Marratxí i Algaida, que signaren el conveni el 10 de febrer de 2010. Després vindrien Son Servera (28 de juny de 2010) i Montuïri (17 de setembre de 2010). Això no obstant, Valldemossa va revocar el conveni el 8 d'abril de 2014.
| Municipi                                                          | Any del conveni |
| ----------------------------------------------------------------- | --------------- |
| Campanet, Puigpunyent, Valldemossa                                | 2009            |
| Algaida, Marratxí, Son Servera, Montuïri                          | 2010            |
| Artà, Felanitx                                                    | 2015            |
| Mancor de la Vall, Alaró, Bunyola, Santa Maria del Camí, Sóller   | 2016            |
| Búger, Selva, Llubí, Capdepera, Fornalutx, Sineu, Campos, Manacor | 2017            |
| Inca, Esporles, Pollença, Sencelles, Vilafranca de Bonany         | 2018            |
| Sa Pobla                                                          | 2019            |
| Santa Eugènia, Andratx, Consell, Calvià, Porreres                 | 2020            |
| Binissalem, Lloret de Vistalegre                                  | 2021            |